# Pridjel
Pridjel je bivše naseljeno mjesto u sastavu općine Doboj, Republika Srpska, BiH.

## Povijest
Pridjel je bio skupno naselje na popisima 1971. i 1981. godine, a 1991. je podijeljen na dva nova naselja Pridjel Donji i Pridjel Gornji.